# Classe Queen Elizabeth (portaerei)

Disegno della ipotetica versione CATOBAR

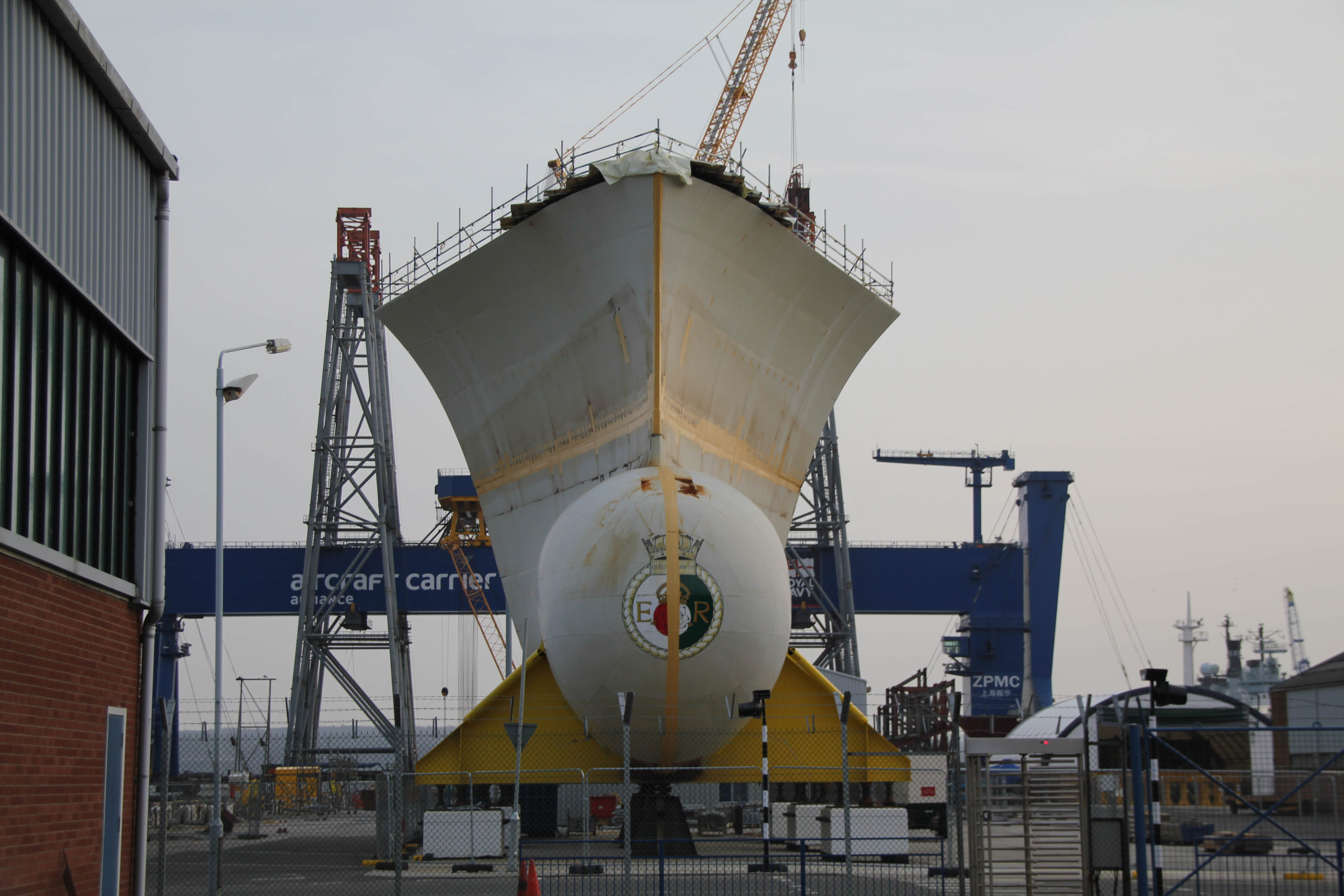
Prima sezione della

La classe Queen Elizabeth (in precedenza CV Future o CVF project), è una serie di due navi portaerei sviluppate per la Royal Navy.
La HMS Queen Elizabeth (R08) è entrata in servizio nel 2017, con due anni di ritardo rispetto alla previsione originaria. La gemella HMS Prince of Wales (R09), dopo aver rischiato di non essere mai realizzata è infine entrata in servizio nel 2019.
I vascelli hanno un dislocamento di circa 65.000 tonnellate a pieno carico, sono lunghi 280 metri, larghi 70, alti 39 e in grado di trasportare 40 aerei. La necessità di sostituire la vecchia classe Invincible, era già stata confermata dal Ministero della Difesa britannico nel 1998.

## Progetto
Il Regno Unito ha deciso, in seguito ad attente valutazioni, di confermare il sistema STOVL già previsto in origine per queste unità.
Negli anni 2010 - 2011 era stata infatti presa in considerazione la possibilità di modificare il progetto della Queen Elizabeth da STOVL a CATOBAR, in modo che fosse possibile armare le unità con gli F-35C invece dei già previsti F-35B, scelta che avrebbe imposto, tra l'altro, di dotarle di apposite catapulte a vapore (CATOBAR) in sostituzione del già previsto ski-jump (STOVL), soluzione, quest'ultima, poi ripresa e confermata.
Il cambio di configurazione (realizzazione di un ponte angolato e l'eliminazione del trampolino (ski-jump) per far posto alle catapulte a vapore e ai cavi di arresto necessari nella nuova configurazione CATOBAR (che avrebbero reso le navi molto simili al progetto della PA 2 francese) avrebbe consentito, in esercizio, notevoli risparmi economici; inoltre questa scelta avrebbe garantito l'interoperabilità con le portaerei classe Nimitz e classe Gerald R. Ford e gli aerei F/A-18E/F/G e F-35C della US Navy e anche con la Charles de Gaulle e i Rafale M della Marine nationale. Tuttavia, per motivi di tempi e costi, l'opzione è stata respinta.